# York State Folks
York State Folks è un film muto del 1915 diretto da Harry Jackson.
È la versione cinematografica dell'omonimo lavoro teatrale di Arthur Sidman, prodotto a Broadway e replicato dal 19 agosto al settembre 1905 al Majestic Theatre di New York . James Lackaye riprende nel film lo stesso personaggio che aveva interpretato a teatro.

## Produzione
Il film fu prodotto dalla Dra-Ko Film Company.

## Distribuzione
Il film uscì nelle sale cinematografiche statunitensi il 16 agosto 1915. Non si conoscono copie ancora esistenti della pellicola che viene considerata presumibilmente perduta.